# Erica grisbrookii
Erica grisbrookii är en ljungväxtart som beskrevs av Guthrie och Bolus. Erica grisbrookii ingår i släktet klockljungssläktet, och familjen ljungväxter. Inga underarter finns listade i Catalogue of Life.